# Шарівка (Дніпровський район)
Ша́рівка — село в Україні, в Ляшківській сільській територіальній громаді Дніпровського району Дніпропетровської області. Населення за переписом 2001 року складало 309 осіб.

## Географія
Село Шарівка примикає до села Орлівка, на відстані 1,5 км розташоване село Назаренки і за 2,5 км — село Ляшківка. Поруч проходить автомобільна дорога Т 0441.

## Населення

### Мова
Розподіл населення за рідною мовою за даними перепису 2001 року:
| Мова                | Відсоток |
| ------------------- | -------- |
| українська          | 99,4%    |
| інші/не визначилися | 0,6%     |

## Інтернет-посилання
- Погода в селі Шарівка [Архівовано 20 грудня 2011 у Wayback Machine.]

1. ↑  Рідні мови в об'єднаних територіальних громадах України — Український центр суспільних даних